# ジュナーガド
座標: 北緯21度31分 東経70度27分 / 北緯21.517度 東経70.450度

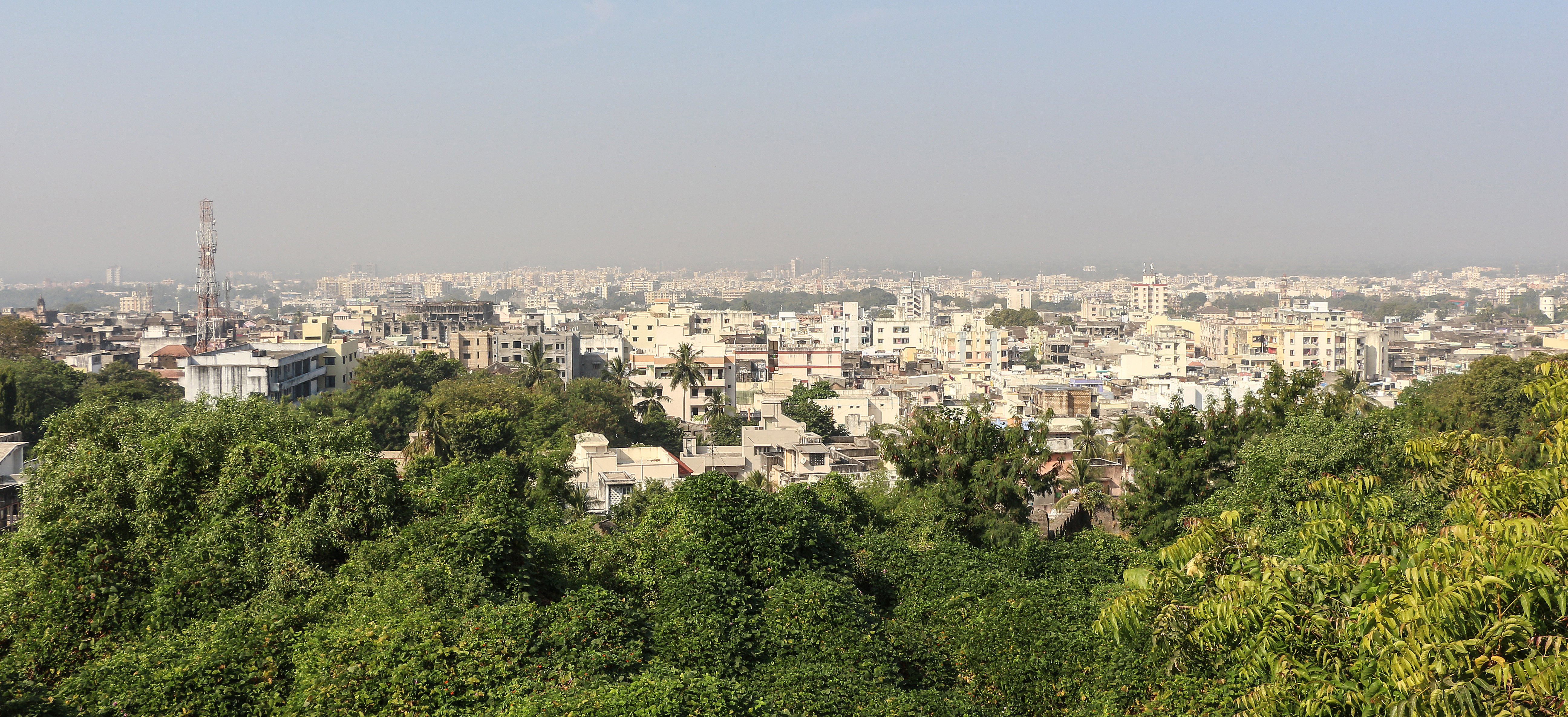
ジュナーガドの街並み

ジュナーガド（グジャラート語: જુનાગઢ junāgaḍh、ヒンディー語: जूनागढ़ jūnāgaṛh、英語: Junagadh）は、西インドのグジャラート州、ジュナーガド県の都市。ヒンディー語ではジューナーガル（Junagarh）と発音される。

## 歴史

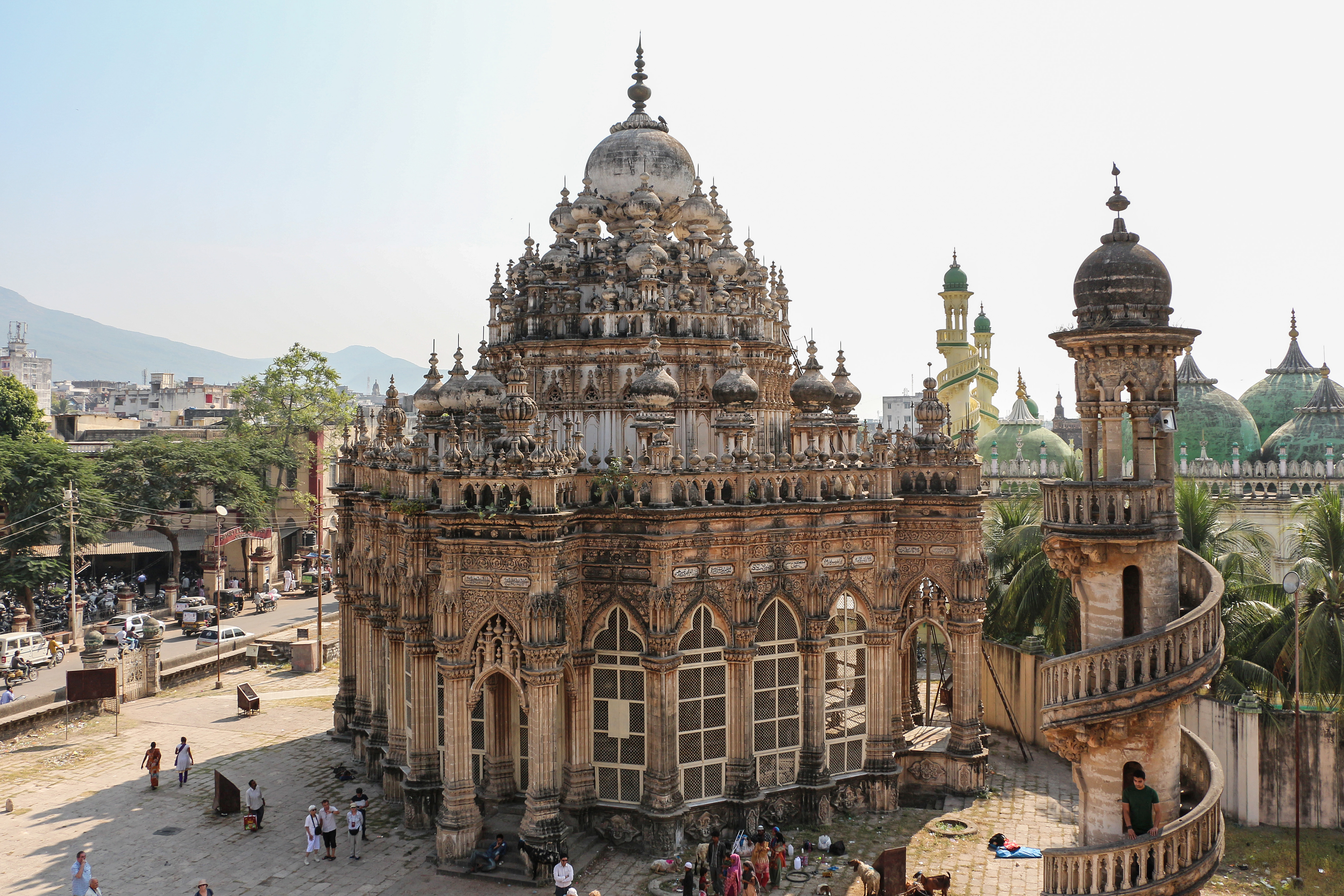
マハーバト・ハーン廟

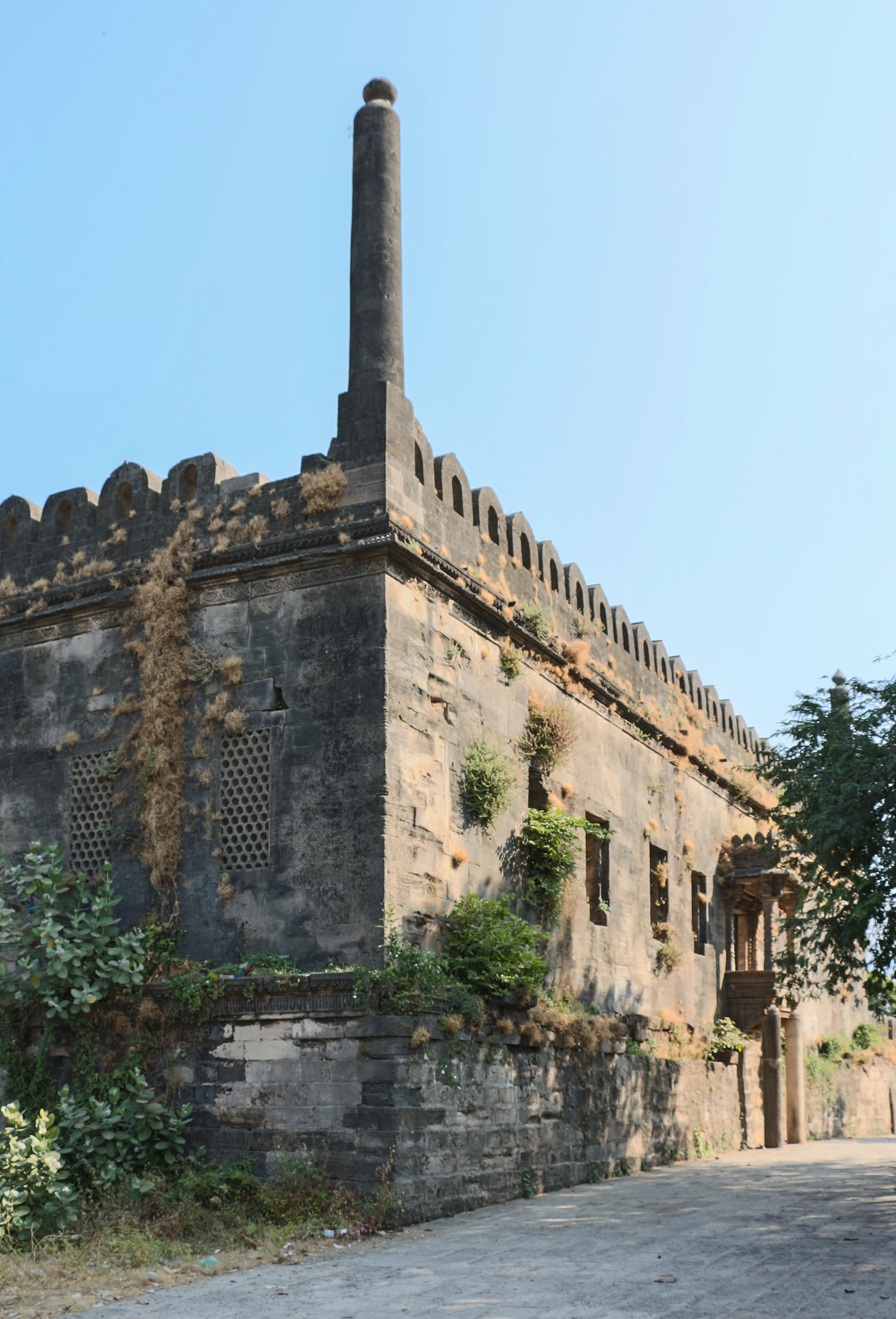
ジュナーガドのジャーマー・マスジド

15世紀、ラージプートの本拠地となったが、16世紀にムガル帝国の支配に入った
1748年、パシュトゥ－ン人の豪族だったムハンマド・バハードゥル・ハーンはムガル帝国のアフマダーバード知事の権力から自立し、ジュナーガドの独立を勝ち得た。

イギリス統治時代のジュナ－ガド藩王国旗

1807年、ムハンマド・ハミード・ハーンはイギリスと軍事保護条約を締結し、イギリス治下の藩王国となった。
1947年8月15日、インド・パキスタン分離独立の際、ムスリムのムハンマド・マハーバト・ハーン3世は帰属を決めかねており、ジュナーガドがヒンドゥーの多住地域であるにもかかわらず、9月15日にパキスタンへの帰属を宣言した。
当然、インド政府はパキスタンの飛び地がグジャラートに出来ることを嫌い、同年11月9日にインド軍はジュナーガドを占領した。
その後、1948年2月14日に帰属先を問う住民投票が行われ、ヒンドゥーが多かったこともあって、翌15日にインドへの帰属が決定された。なお、インドとパキスタンの国境はカシミール問題などにより未確定であるため、パキスタンはインドによるこの併合を正式には認めておらず、パキスタン国内の地図ではジュナーガドもパキスタン領となっているものが存在する。

## 地理
- ラージコートから南南西におよそ90キロメートル、ギルナール丘陵西麓に位置。

## 気候
| Junagadhの気候         | Junagadhの気候 | Junagadhの気候 | Junagadhの気候 | Junagadhの気候 | Junagadhの気候 | Junagadhの気候 | Junagadhの気候 | Junagadhの気候 | Junagadhの気候 | Junagadhの気候 | Junagadhの気候 | Junagadhの気候 | Junagadhの気候 |
| 月                     | 1月            | 2月            | 3月            | 4月            | 5月            | 6月            | 7月            | 8月            | 9月            | 10月           | 11月           | 12月           | 年             |
| ---------------------- | -------------- | -------------- | -------------- | -------------- | -------------- | -------------- | -------------- | -------------- | -------------- | -------------- | -------------- | -------------- | -------------- |
| 平均最高気温 °C （°F） | 27.2 (81)      | 28.3 (82.9)    | 31.4 (88.5)    | 32.7 (90.9)    | 33.4 (92.1)    | 32.9 (91.2)    | 30 (86)        | 29.3 (84.7)    | 30.1 (86.2)    | 32.5 (90.5)    | 31.6 (88.9)    | 28.7 (83.7)    | 30.68 (87.22)  |
| 平均最低気温 °C （°F） | 13.1 (55.6)    | 14.7 (58.5)    | 18.1 (64.6)    | 21.6 (70.9)    | 25.2 (77.4)    | 26.5 (79.7)    | 25.7 (78.3)    | 24.7 (76.5)    | 23.9 (75)      | 21.9 (71.4)    | 18.3 (64.9)    | 14.9 (58.8)    | 20.72 (69.3)   |
| 降水量 mm （inch）     | 0 (0)          | 0 (0)          | 2 (0.08)       | 1 (0.04)       | 3 (0.12)       | 118 (4.65)     | 372 (14.65)    | 191 (7.52)     | 116 (4.57)     | 19 (0.75)      | 5 (0.2)        | 1 (0.04)       | 828 (32.62)    |
| 出典：Climate-Data.org |                |                |                |                |                |                |                |                |                |                |                |                |                |